# London Motor Show

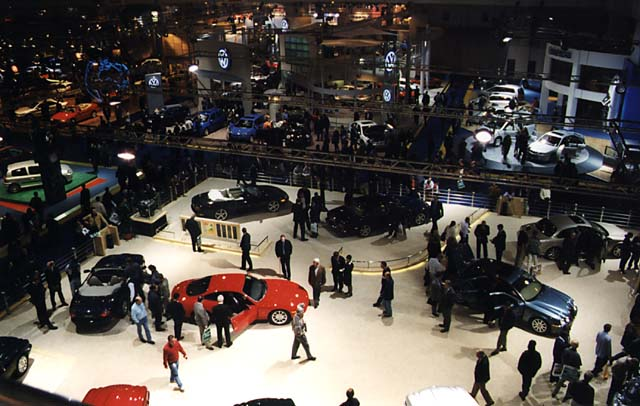
London Motor Show 1999

Die London Motor Show (bis 1993 London Motorfair) war eine britische Automobilausstellung, die von 1977 bis 1999 zusätzlich zur British International Motor Show in Earls Court in London stattfand. Im Jahre 1993 wurde die Veranstaltung erstmals von der Society of Motor Manufacturers and Traders unterstützt und P&O Events änderte den Namen von “London Motorfair” in “London Motor Show”.

## 1999
In diesem Jahr fand die Ausstellung vom 20. bis zum 31. Oktober und beinhaltete einen „Classic Car Day“ (26. Oktober) und zwei „Motorsport Days“ (27. und 28. Oktober).
- AC Ace V8[4]
- AC Aceca V8
- Alfa Romeo 156 Selespeed[5]
- BMW 318Ci[6]
- BMW 320d
- BMW Z8 “007 The World is Not Enough”[7]
- BMW C1
- Caterham Seven Superlight R500
- Daihatsu Cuore Custom
- Ford Fiesta Sport
- Ford Racing Puma[8]
- Rover 25 3-door[9]
- Rover 25 5-door
- Rover 45
- Mazda 626
- Nissan Navara Double-Cab “Lifestyle”
- Land Rover Defender Heritage[10]
- Lexus RX 300 Luxury Concept
- Lotus Elise Type 49
- Isuzu Trooper 3.0 CT Commercial
- Jeep Wrangler “Yellow” Limited Edition
- Honda Accord Type-V
- Honda HR-V by Kelly Hoppen
- Hyundai Trajet
- Mitsubishi Lancer Evo VI Extreme[11]
- Peugeot Boxer (facelift)
- Subaru Impreza P1 Prototype
- Toyota Land Cruiser Colorado (facelift)
- Toyota Picnic SE
- Toyota RAV4 “Giant”
- TVR Tuscan Speed Six
- Vauxhall Astra Coupe
- Vauxhall Astra 1.8 16v SRi
- Vauxhall Astravan Sportiv
- Vauxhall Brava Limited[12]
- Vauxhall G90 Concept
- Vauxhall VX220 Concept
- Vauxhall Vectra Design Edition

## 1997
- AC Ace[13]
- Aston Martin V8 Volante
- Cadillac Seville SLS
- Cadillac Seville STS
- Daewoo M100
- Honda Civic Station Wagon
- Isuzu VehiCROSS
- Kia Credos
- London Taxi TX1
- Lotus Esprit Sport 350
- Nissan Skyline GT-R V-Spec
- Seat Ibiza Cupra Sport F2
- Spectre R45 Concept[14]
- TVR Speed 12